# Bateria de níquel cádmio

simbolo de reciclagem de baterias de níquel cadmio

A bateria de níquel cádmio (também conhecida pelo seu acrônimo NiCd) foi o segundo tipo de pilha ou bateria recarregável a ser desenvolvida, a primeira foi o acumulador de chumbo.
Foi primeiramente proposta pelo sueco Waldemar Jungner em 1899.
Nestas, o pólo positivo e o pólo negativo encontram-se no mesmo recipiente, com o pólo positivo (cátodo) coberto de Hidróxido de níquel, e o pólo negativo (ânodo) coberto de material sensível ao cádmio. Ambos são isolados por um separador. Os pólos estão imersos em uma substância eletrolítica, que conduz íons, geralmente uma solução de Hidróxido de potássio (KOH).
Comumente as baterias recarregáveis de NiCd são utilizadas nos telefones celulares. Este tipo de bateria é considerado antigo, sendo substituído por outros tipos de bateria como as de hidreto metálico de níquel (NiMH) e de íon de lítio (Li-ion).
As pilhas NiCd são geralmente mais baratas, porém têm menor tempo de vida útil, além de menor capacidade de carga, e podem sofrer de um problema chamado "efeito memória". Quando isso ocorre, a pilha deixa de ser carregada totalmente por sua composição química dar sinal de que a carga está completa. Para entender melhor, imagine que uma pilha tem um efeito memória que atinge 10% de sua capacidade. Isso indica que sua carga será de 90%, pois a pilha indicará que os 10% restantes já estão carregados.
O efeito memória acontece quando resíduos de carga na pilha induzem a formação de pequenos blocos de cádmio. A melhor maneira de evitar o problema é não fazer recargas quando a bateria está parcialmente descarregada. É melhor esperar até a pilha descarregar e deixar de ser possível utilizá-la no aparelho para então recarregá-la.

## Reações no interior da bateria[3][4]
Polo negativo (ânodo)
Cd + 2 OH- → Cd(OH)2 + 2 e-
Polo positivo (cátodo)
NiO2 + 2 H2O + 2 e- → Ni (OH)2 + 2 OH-

## Riscos e descarte
O descarte incorreto das Baterias de Níquel Cádmio são um grande risco, visto que o cádmio é um metal pesado bastante tóxico - mesmo em pequenas quantidades -, que pode causar vários problemas de saúde, tais como: disfunção renal, problemas pulmonares, câncer, mutações genéticas e danos ao sistema genital.
Por isso, o Conselho Nacional do Meio Ambiente estabelece limites máximos para o uso desse metal na composição das baterias. Quando o produto segue esses limites, o fabricante coloca na embalagem a informação de que o produto pode ser descartado junto aos outros lixos domésticos.

Entretanto, visto o alto número de baterias utilizadas, o mais prudente meio de descarte é devolver ao vendedor, representante ou fabricante. Além disso pode-se levá-las para postos de coletas que destinarão à reciclagem e realizarão os tratamentos adequados.